# Mairé-Levescault
Mairé-Levescault település Franciaországban, Deux-Sèvres megyében. Lakosainak száma 562 fő (2022. január 1.). Mairé-Levescault La Chapelle-Pouilloux, Clussais-la-Pommeraie és Sauzé-entre-Bois községekkel határos.

## Népesség
A település népességének változása:
| Lakosok száma | 568  | 559  | 556  | 532  | 524  | 519  | 510  | 541  | 562  |
|               | 2013 | 2015 | 2016 | 2017 | 2018 | 2019 | 2020 | 2021 | 2022 |